# Anders Björklund (nationalekonom)
Anders Björklund, född 1950, är en svensk nationalekonom.
Björklund disputerade 1981 vid Handelshögskolan i Stockholm och blev 1990 professor i nationalekonomi vid Institutet för social forskning (SOFI) på Stockholms universitet. Han är ledamot av Kungliga Ingenjörsvetenskapsakademien sedan 2001.